# 东卡门县
东卡门县（英語：East Kameng district）是印度阿鲁纳恰尔邦的一个县。该县位于中印争议的“达旺地区”中，中华人民共和国不承认印度对其主权，行政区划上划归西藏自治区错那县管辖。

## 地理
东卡门县位于阿鲁纳恰尔邦西部，西与达旺县和西卡门县相连，东与帕普派尔县和库朗库美县为邻，南临阿萨姆邦索尼特普县，北接中国西藏山南市的错那县实际控制区。

## 历史
1980年6月1日，卡门县分置为西卡门县和东卡门县

## 行政区划
东卡门县下辖13个行政单位，分属于2个分区：
Chayangtajo，Sawa，Khenewa，Bameng，Lada，Gyawe Purang，Pipu，Seppa，Richukhrong，Pijirang，Pakke-Kessang，Seijosa and Dissing Passo。